# Staw Drugi
Staw Drugi – nieoficjalna osada wsi Staw w województwie wielkopolskim, w powiecie słupeckim, w gminie Strzałkowo.
W latach 1975–1998 miejscowość należała administracyjnie do województwa konińskiego.
W miejscowości funkcjonują zakłady przemysłu spożywczego – produkcja mączki ziemniaczanej i produktów pochodnych.